# Clubbed to Death
«Clubbed to Death» es una composición instrumental del productor australiano Rob Dougan, publicada originalmente en Mo' Wax Records en 1995. Apareció en la película de 1997 Clubbed to Death y recibió una atención renovada en 1999 debido a su inclusión en la banda sonora de la película The Matrix. Fue relanzado con nuevos remixes en 2002.

## Lanzamiento
La versión «Kurayamino Variation» se basa en la palabra japonesa «de la oscuridad». Presenta un sample de la canción «It's a New Day» de Skull Snaps. La breve introducción de cuerdas es un extracto del primer movimiento de Variaciones Enigma de Edward Elgar, y el solo de piano se improvisa en torno al tema de Elgar.

## Lista de canciones
| Clubbed to Death (Compact Disc Experience) |                                                      |          |  |
| N.º                                        | Título                                               | Duración |  |
| 1.                                         | «The First Mix»                                      | 7:12     |  |
| 2.                                         | «Kurayamino Variation»                               | 7:29     |  |
| 3.                                         | «La Funk Mob Variation»                              | 8:08     |  |
| 4.                                         | «Peshay Remix»                                       | 6:06     |  |
| 5.                                         | «Spoon Mix» (remixed by Carl Craig)                  | 5:55     |  |
| 6.                                         | «Clubbed to Death Darkside» (remixed by La Funk Mob) | 5:05     |  |

| Clubbed to Death #1 |                             |          |  |
| N.º                 | Título                      | Duración |  |
| 1.                  | «La Funk Mob Variation»     |          |  |
| 2.                  | «Clubbed to Death Darkside» |          |  |
| 3.                  | «The First Mix»             |          |  |

| Clubbed to Death #2 |                                               |          |  |
| N.º                 | Título                                        | Duración |  |
| 1.                  | «Kurayamino Variation»                        |          |  |
| 2.                  | «Peshay Remix»                                |          |  |
| 3.                  | «Spoon Mix»                                   |          |  |
| 4.                  | «Totally Waxed Remix» (remixed by Wax Doctor) |          |  |

## Posicionamiento en listas
| Lista (1996)                   | Mejor posición |
| ------------------------------ | -------------- |
| Australia (ARIA Charts)        | 72             |
| Lista (2002-03)                | Mejor posición |
| Australia (ARIA Charts)        | 92             |
| Irlanda (IRMA)                 | 27             |
| Reino Unido (UK Dance Chart)   | 2              |
| Reino Unido (UK Singles Chart) | 24             |